# Coniogyra
Coniogyra là một chi bướm đêm thuộc họ Gelechiidae.